# The Region Between
„The Region Between” este o povestire a scriitorului american Harlan Ellison, publicată în martie 1970 în revista Galaxy. A fost republicată în august 1970 în Five Fates de către editura Doubleday.
Povestirea a câștigat în 1971 primul premiu Locus pentru cea mai bună povestire. A fost nominalizată la Premiul Nebula pentru cea mai bună nuvelă, dar premiul a fost câștigat de lucrarea lui Fritz Leiber, „Ill Met in Lankhmar”.